# Mi sento in orbita
Mi sento in orbita è un singolo del cantante italiano Fabio Curto, estratto dall'album Rive - Volume 1 e pubblicato il 1º giugno 2018 per l'etichetta Fonoprint.